# Sidney Dillon Ripley
Sidney Dillon Ripley (20 de septiembre de 1913 - 12 de marzo de 2001) fue un ornitólogo estadounidense y pionero de la biología de la conservación. Fue Secretario del Instituto Smithsoniano entre 1964 y 1984.

## Biografía
Ripley nació en la ciudad de Nueva York y estudió en la St. Paul's School (Concord, Nuevo Hampshire). En 1936 se graduó con un Bachelor of Arts de la Universidad Yale. Su bisabuelo, Sidney Dillon, fue presidente de la compañía ferroviaria Union Pacific. Una visita a la India a la edad de 13 años, junto con su hermana, incluyó un viaje a pie por Ladakh y el Tíbet occidental. Este viaje de seis semanas resultó de gran influencia en él y le llevó a interesarse durante toda su vida por la ornitología de la India. Decidió que las aves eran más interesantes que el derecho y comenzó a estudiar zoología en la Universidad de Columbia. Posteriormente obtuvo un doctorado en zoología de Harvard en 1943.
Durante la Segunda Guerra Mundial, prestó servicio en la OSS, precursora de la CIA, como responsable de servicios de inteligencia estadounidenses en el Sureste Asiático. Entrenó a muchos espías indonesios, a todos los cuales mataron durante la Segunda Guerra Mundial. Un artículo del periódico The New Yorker del 26 de agosto de 1950, manifestaba que Ripley modificó el modelo habitual, donde los espías se hicieron pasar por ornitólogos con el fin de conseguir acceso a áreas sensibles y en cambio usaron su posición como oficiales de inteligencia para observar aves en áreas restringidas. El gobierno de Tailandia le concedió un premio nacional por su apoyo al movimiento clandestino tailandés durante la guerra. Sirviendo en la OSS conoció a su futura esposa Mary Livingston y su compañera de habitación Julia Child.
Se dirigió a Nepal en 1947. Pretendía ser un confidente cercano de Jawaharlal Nehru y del gobierno de Nepal que estaba impaciente por establecer lazos diplomáticos con su recién independiente vecino que había permitido que él coleccionara especímenes de aves. Nehru tuvo conocimiento del artículo del New Yorker y que el trabajo de Salim Ali fue retrasado cuando Ripley, coautor del libro que preparaba, se había convertido en el «enemigo público número uno» de la India. Salim Ali se enteró del disgusto de Nehru por mediación de Horace Alexander y el asunto fue olvidado. La OSS sin embargo aseguró que se sospechaba que científicos que trabajan en la India eran agentes de la CIA. David Challinor, un antiguo administrador del Instituto Smithsoniano, manifestó que lo que había eran muchos agentes de la CIA en la India haciéndose pasar por científicos. Él denotó que el Smithsonian enviara a un especialista a la India para la investigación antropológica y que desconocía si entrevistaba a refugiados tibetanos del Tíbet controlado por los chinos, pero continuó diciendo que no había pruebas de que Ripley trabajara para la CIA después de que él dejara la OSS en 1945.
Ripley se unió a la American Ornithologists' Union (AOU) en 1938, se hizo miembro electivo en 1942 y socio en 1951. Después de la guerra dio clases en Yale y participó en el Programa Fulbright en 1950 y obtuvo una beca Guggenheim en 1954. Se convirtió en profesor y director del Museo Peabody de Historia Natural. Ripley sirvió durante muchos años en el consejo del Fondo Mundial para la Naturaleza en los Estados Unidos y fue el tercer presidente del International Council for Bird Preservation (actualmente conocido como Birdlife International).
Sirvió como Secretario del Instituto Smithsoniano a partir de 1964 y permaneció en el cargo hasta 1984. El museo del Smithsonian S. Dillon Ripley Center recibió este nombre en su honor. En 1967 colaboró en la fundación del Smithsonian Folklife Festival y en 1970 en la fundación de la revista Smithsonian Magazine. En 1985 le concedieron la Medalla Presidencial de la Libertad, el mayor galardón civil de los Estados Unidos. Le concedieron doctorados honoris causa en 15 colleges y universidades, incluidas Brown, Yale, Johns Hopkins, Harvard y Cambridge, en el Reino Unido.
Sidney Dillon Ripley murió en un hospital de Washington el 12 de marzo de 2001, a la edad de 87 años, después de una larga y debilitante enfermedad.

## Legado
Ripley se había propuesto publicar una guía definitiva de las aves del Asia meridional, pero su estado de salud le impidió desempeñar una parte activa en su realización. Sin embargo, los eventuales autores, su ayudante, Pamela C. Rasmussen, y el artista John C. Anderton, titularon en su honor la guía en dos volúmenes que terminaron desarrollando como «Birds of South Asia. The Ripley Guide».

## Algunas de sus obras
- The Land and Wildlife of Tropical Asia (1964; Series: LIFE Nature Library)
- Rails of the World - Monografía sobre la familia Rallidae (1977)
- Birds of Bhutan, junto a Salim Ali y Biswamoy Biswas
- Handbook of the Birds of India and Pakistan, junto a Salim Ali (10 volúmenes)

## Abreviatura (zoología)
La abreviatura Ripley  se emplea para indicar a Sidney Dillon Ripley como autoridad en la descripción y taxonomía en zoología.